# Björns fyr
Björns fyr ligger sex kilometer utanför Fågelsundets fiskeläge och har varit ett riktmärke för sjöfarare sedan 1859. Björns nuvarande fyr är svart och vit, förr var den gul med rött dagmärke. Sjömärke fanns på platsen sedan 1700-talet fram till det att Björn blev fyrplats.
Ursprungligen fanns det två fyrar. Fyrljuset i dessa kom från rovoljelampor. Den ena fyren var fastbyggd på bostadshusets tak. År 1889 byggde man ett högre torn som satt på fyrvaktarbostadens gavel. 1919 togs den ena fyren bort. När den nuvarande betongfyren byggdes 1956 togs 1889 års fyr bort. Fyrtornet är helautomatiserat sedan år 1968. Fram till 1999 bestod fyrbelysningen av en 1000 watt-lampa. Det året bytte man till solpanelsdrift och ljusstyrkan från lanterninen minskade kraftigt.